# El Poble Català
El Poble Català fue un periódico editado en Barcelona entre 1906 y 1918. Nacido originalmente como un semanario, se configuraría posteriormente como diario político, órgano oficial del Centre Nacionalista Republicà. 

## Historia
La publicación nació originalmente en noviembre de 1904 como un semanario, bajo la dirección de Juan Ventosa. Tuvo una segunda etapa, que corresponde al periodo comprendido entre el 11 de mayo de 1906 y el 14 de abril de 1918. Con 4.603 números, ocupa el segundo lugar por tiempo de edición continua de un diario en catalán.
Fue portavoz de un núcleo disidente de la Lliga Regionalista. Apareció como alternativa a La Veu de Catalunya, y a otros diarios como El Progreso o La Protesta presentando una tendencia centro nacionalista republicana. A partir de 1910 pasó a ejercer como órgano de la Unión Federal Nacionalista Republicana (UFNR).
Colaboraron escritores como Eugenio d'Ors, Pompeu Fabra, Pedro Corominas, Joan Maragall, Antoni Rovira i Virgili, Màrius Aguilar, Josep Pous, Gabriel Alomar, Claudio Ametlla, Eugenio Xammar y Andrés Nin.
De 1906 a 1910, el diario publicó una biblioteca literaria con el mismo nombre, El Poble Català, de diecinueve títulos. 
Hacia el 1913 la publicación tenía una tirada de 8.000 ejemplares.
A raíz de la firma del Pacto de Sant Gervasi y los malos resultados cosechados por la UNFR en las elecciones generales de 1914 el diario entró en una fuerte crisis que llevó a la salida de numerosos redactores —disconformes con la política de la UFNR—. Entre los redactores disconformes destacaban Rovira i Virgili, Claudio Ametlla, Màrius Aguilar, Alexandre Plana o A. Serrano Victori.
Su último número salió el 16 de abril de 1918.

## Directores
Tuvo diversos directores a lo largo de las diferentes etapas de la publicación:
- Juan Ventosa: director de la primera etapa (1904-1905). Fundador y secretario de la Lliga Regionalista.
- Francesc Rodon: director de la segunda etapa (1906-1909)
- Pedro Corominas: dirigió la publicación de 1910 a 1916. Anteriormente, en 1895, fue redactor de La República.
- Ignasi Ribera: dirigió la revista de 1916 hasta 1919. También fue redactor de La Veu de Catalunya.